# Before the Worst
Before the Worst é uma canção da banda irlandesa de rock alternativo, The Script sendo o quinto single do álbum auto intitulado The Script (álbum) (2009). O single alcançou boa colocação nas paradas australianas e irlandesas. O videoclipe foi filmado em Belfast, na Iralnda do Norte.

## Referencias
- http://www.amazon.co.uk/Before-Worst-7-VINYL-Script/dp/B0028YW3UG/ref=sr_1_1?s=music&ie=UTF8&qid=1333954179&sr=1-1
- http://www.amazon.co.uk/Before-Worst-Script/dp/B002KLAM9Q/ref=sr_1_2?s=music&ie=UTF8&qid=1333954422&sr=1-2